# Dòlmens del Serrat de les Fonts
Els Dòlmens del Serrat de les Fonts és un petit grup de dòlmens del terme comunal de Sant Marçal, a la comarca del Rosselló (Catalunya Nord).
Estan situats en el Serrat de les Fonts, al nord-oest del centre de la comuna i del mateix poble de Sant Marçal.